# Anzy-le-Duc
Anzy-le-Duc ist eine französische Gemeinde in der Landschaft des Brionnais am Ufer des Flusses Arconce im Département Saône-et-Loire in der Region Bourgogne-Franche-Comté. Anzy-le-Duc hat eine Fläche von 25,06 km² und 423 Einwohner (Stand 1. Januar 2022).
Einzige Sehenswürdigkeit des kleinen Dorfes ist die ehemalige Prioratskirche Sainte-Trinité.

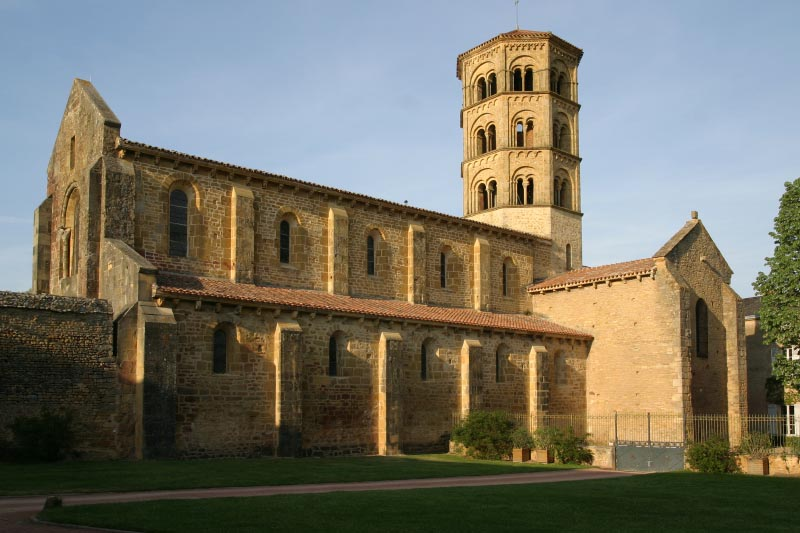
Prioratskirche Sainte-Trinité